# Ga Yên Viên
Ga Yên Viên là nhà ga hàng hóa Liên vận Quốc tế đầu mối phía Bắc cách ga Hà Nội 11 Km. Vị trí nằm tại xã Phù Đổng (sát Quốc lộ 1 cũ tuyến đi Hà Nội - Đồng Đăng), thành phố Hà Nội.
Đây là nơi đón tiễn hành khách của các đoàn tàu khách xuất phát từ ga Hà Nội đi các tuyến: Hà Nội - Lào Cai, Hà Nội - Quan Triều, Hà Nội - Đồng Đăng, Yên Viên - Hạ Long.
Là ga xuất phát hàng ngày của các đoàn tàu hàng Liên vận Quốc tế đi Trung Quốc, Nga, Mông Cổ, Kazakhstan, Uzbekistan, Tajikistan, ... một số nước Trung Á và Châu Âu khác.
Là ga xuất phát của các đoàn tàu hàng đi Hải Phòng, Lào Cai, Đồng Đăng (Lạng Sơn), Quán Triều (Thái Nguyên), Sóng Thần (Bình Dương), Giáp Bát (Hà Nội)
Tại đây có Cửa khẩu Hải quan Ga liên vận quốc tế Yên Viên chuyên thực hiện các thủ tục Hải quan phục vụ xuất nhập khẩu hàng hóa.